# Kandalakšský záliv
Kandalakšský záliv (rusky Кандалакшский залив – Kandalakšskij zaliv, finsky  Kantalahti, česky také Kandalacký záliv) je záliv na severozápadě Bílého moře jižně od poloostrova Koly. Je součástí Ruska, na jeho severní a severozápadní straně leží Murmanská oblast, na jihozápadní Karelská republika.
Je nejzápadnějším ze čtyř velkých zálivů Bílého moře, zbylé jsou Oněžský, Mezeňský a Dvinský. Na severozápadním konci zálivu leží město Kandalakša.
Mezi výrazné přítoky Kandalakšského zálivu patří Kovda, Niva a Umba.